# República Soviética de Odesa
La República Soviética de Odesa (ruso: Одесская советская республика) fue una república soviética de breve duración formada el 31 de enero de 1918 y desaparecida el 13 de marzo de ese año.

## Historia
La República Soviética de Odesa (RSO) fue proclamada después de la victoria del levantamiento de los bolcheviques, anarquistas y los social-revolucionarios de izquierda el 18 de enero de 1918, o el día 31 en el calendario gregoriano, con la intención de ser una parte integrante de la República Socialista Federativa Soviética de Rusia. 
Comprendía territorios de dos gubernias: la de Besarabia y la de Jersón. La autoridad máxima fue el Consejo de Comisarios de Pueblo encabezado por Vladímir Yudovski. Los líderes de la República Soviética de Odesa declararon que no iban a reconocer el poder del Gobierno de la República Popular Ucraniana, sino el gobierno del Sovnarkom de Petrogrado. 
La república no fue reconocida por otros países debido a la situación política muy inestable dentro de ella y el poco tiempo de su existencia. Desde febrero de 1918 la República Soviética de Odesa luchó contra las tropas rumanas en Besarabia y desde marzo contra las austríaco-alemanas. El 13 de marzo de 1918 fue ocupada y aniquilada por ellas.